# Manuel Opsaras Disípato
Manuel Opsaras Disípato (em grego: Μανουὴλ Ὀψαρᾶς Δισύπατος) foi um bispo metropolita de Salonica entre 1258 e 1260/1261.

## Vida
Manuel é citado pela primeira vez em 1258, quando alegadamente profetizou a ascensão ao trono imperial de Miguel VIII Paleólogo (r. 1259–1282). Em 1260 ou 1261, foi deposto de sua sé como um apoiante do patriarca Arsênio Autoriano, que opunha-se a marginalização de Miguel do imperador legítimo, João IV Láscaris (r. 1258–1261).
Disípato foi banido e permaneceu em exílio provavelmente até sua morte; ele ainda estava vivo em 1275/1276. Pode ser identificado com o diácono e canstrésio que doou um ícone da Panágia Hagiosotirissa mantido desde 1440 na Catedral de Frisinga. Disípato também compôs o poema dedicatório em 14 versos inscrito sobre o revestimento de prata dourada do ícone.